# Sowica białorzytna
Sowica białorzytna (Ninox rumseyi) – gatunek średniej wielkości ptaka z rodziny puszczykowatych (Strigidae). Endemiczna dla filipińskiej wyspy Cebu, narażona na wyginięcie. Wydzielona w roku 2012 z sowicy filipińskiej (N. philippensis) na podstawie głosu i niektórych cech morfologii.

## Taksonomia
Gatunek wydzielony w 2012 roku z sowicy filipińskiej. Zebrany został jedynie holotyp. Upierzeniem sowica białorzytna najbliższa jest sowicy jarzębatej (N. mindorensis). Nazwa gatunkowa upamiętnia Stephena M. Rumseya, zaangażowanego w pracę w BirdLife International.

## Morfologia
Upierzenie zwarte i gładkie. Głowa ciemnobrązowa, tęczówki jasnożółte po intensywnie cytrynowe. Broda i gardło białe. Spód ciała jasnobrązowy, pokrywy podogonowe białawe. Lotki I-rzędowe ciemnobrązowe, przed wystąpieniem emarginacji pokryte jasnymi pasami, po wystąpieniu emarginacji jasnobrązowymi pasami. Wierzch ciała ciemnobrązowo-płowy. Obrączka oczna ciemnobrązowa. Dziób i woskówka jasnooliwkowe. Koniec dzioba oraz jego górna krawędź żółtawe.

### Wymiary
Wymiary podane zostały w milimetrach.
| Okaz    | Płeć | Dziób | Skrzydło | Skok | Ogon |
| ------- | ---- | ----- | -------- | ---- | ---- |
| Holotyp | ♀    | 13,1  | 195      | 38,4 | 98,5 |

## Status
Międzynarodowa Unia Ochrony Przyrody (IUCN) od 2022 roku klasyfikuje sowicę białorzytną jako gatunek narażony na wyginięcie (VU, Vulnerable); wcześniej, od 2014 roku klasyfikowana była jako gatunek zagrożony (EN, Endangered). Liczebność populacji szacowana jest na 250–999 dorosłych osobników. Pomimo postępującego wylesiania, BirdLife International uznaje trend liczebności populacji za stabilną.